# HMS Holland 5
Le HMS Holland 5 était le dernier des cinq sous-marins de la classe Holland, commandés par l’Amirauté britannique pour évaluer le potentiel du sous-marin avec la Royal Navy. Il a été l’un des premiers sous-marins à être admis au service dans la Royal Navy et, seul de sa classe, il a reçu l’un des premiers périscopes. De conception à simple coque, il était construit en acier de qualité "s". Au moment de son lancement, un certain nombre de sous-marins de classe A avaient déjà été commandés pour remplacer la classe Holland.
Il a coulé alors qu’il était remorqué jusqu’à la casse en 1912, probablement à cause de la trappe du tube lance-torpilles laissée ouverte. L’épave a été découverte en 2000 et a été classée en vertu de la Loi sur la protection des épaves en 2005. Elle est une épave protégée gérée par Historic England. Cependant, des dommages ont été causés au site au cours des dernières années et, entre septembre 2008 et juin 2010, la trappe du tube lance-torpilles a été volée.

## Conception
Le Holland 5 était le cinquième sous-marin expérimental de classe Holland à être lancé, le 10 juin 1902, pour un coût de 35000 livres sterling,. Il a été construit par Vickers & Sons et Maxim à Barrow-in-Furness, sous licence de la Holland Torpedo Boat Company et sur des plans de John Philip Holland,. Il a été lancé un mois avant le HMS Holland 6 (qui a par la suite été désigné HMS A1). La classe Holland britannique était un prolongement de la conception de l'USS Holland.
Il était équipé d’un des premiers périscopes ; au moment de son lancement, aucun autre sous-marin de la Royal Navy ou de la Marine américaine n’en était équipé. Celui-ci était de conception britannique, et utilisait un joint à rotule et à douille sur la coque pour soulever et abaisser la lunette. Il était construit en acier de qualité « s », qui, au moment de sa construction, n’était utilisé que sur cette classe de sous-marins et sur le pont du Forth. Il possédait une coque unique, et sa coque étanche contenait ses réservoirs de carburant, ses ballasts et d’autres organes internes. Toutefois, il était limité à une profondeur maximale de 100 pieds (30 m).

## Engagements
Avec le HMS Holland 3, il fut l’un des deux premiers sous-marins à être admis au service actif dans la Royal Navy le 19 janvier 1903. Toutefois, au moment de son lancement, il était déjà considéré comme obsolète et treize sous-marins de classe A avaient déjà été commandés.
Le 4 mars 1903, il faisait partie de la flottille de sous-marins de la classe Holland qui effectuaient une démonstration au profit du capitaine Reginald Bacon à Stokes Bay lorsqu’une explosion d’essence s’est produite à bord du HMS Holland 1. De même que les autres sous-marins de classe Holland, il a rapidement été cantonné aux rôles de défense portuaire et d’entraînement. En 1909, au moment de la démonstration de la flotte dans la Tamise, la classe Holland n’était plus considérée comme « en état de naviguer » par les médias. En 1910, le Holland 5 s’échoue au large du Fort Blockhouse, où se trouve le HMS Dolphin, quartier général du Royal Navy Submarine Service.
En 1912, on décide de mettre au rebut les navires de la classe Holland. Le Holland 5 a sombré le 8 août 1912 dans la Manche au large de Beachy Head, dans le Sussex, alors qu’il était remorqué en direction de Sheerness. La raison pour laquelle elle a coulé n’est pas claire, mais selon une théorie, la trappe du tube lance-torpilles a été laissée ouverte, ce qui a amené le bateau à prendre de l’eau.

## Découverte de l’épave et recherches
En septembre 2000, l’épave du Holland 5 a été découverte à une profondeur de 98 pieds (30 m) à environ 6 milles marins (9,7 km) au large des côtes britanniques, près d’Eastbourne. En avril 2001, l’Unité de plongée archéologique a procédé à un balayage sonar et a confirmé l’identité de l’épave. Le navire est posé debout sur le fond marin.
Le 4 janvier 2005, Andrew McIntosh, ministre du Tourisme et du Patrimoine du ministère de la Culture, des Médias et du Sport, a annoncé que l’épave avait été classée en vertu de la Loi sur la protection des épaves. Cela fait de la chasse aux trophées et du vandalisme du site une infraction criminelle. McIntosh a dit lors de cette annonce : « Seulement deux des sous-marins de classe Holland survivent aujourd’hui. Le Holland no 5 est considéré comme intact et en bon état. Je suis heureux que cet arrêté préserve le site de l’épave afin de permettre une étude adéquate du navire et de prévenir tout vandalisme par les chasseurs de trophées. » En août 2005 et en août 2006, les archéologues amateurs ont eu l’occasion de plonger sur l’épave dans le cadre d’un programme de recherche dirigé par le titulaire officiel Innes McCartney et l’archéologue nommé Mark Beattie-Edwards, sous les auspices de la Société d’archéologie nautique.
Après d’autres plongées en juin 2010 et en août 2010, on a découvert qu’à un moment donné, des plongeurs avaient volé la trappe du tube lance-torpilles sur l’épave. Il a été estimé que l’article n’avait pas de valeur marchande et était destiné à une collection privée. Il n’y a pas eu de plongées officielles sur l’épave en 2009 en raison des conditions, et la dernière observation de la trappe en place remonte à septembre 2008. D’autres dommages ont été causés au site par des filets de pêche, ce qui a pu causer des dommages au périscope et aux autres instruments installés sur la superstructure supérieure.
Le Holland 5 reste le seul sous-marin de sa classe sur le fond marin. Le Holland 1, le seul autre navire de sa classe qui subsiste, est exposé au Royal Navy Submarine Museum de Gosport, dans le Hampshire. Les espèces observées sur ou autour du site de l’épave comprennent le crabe dormeur, l'araignée de mer, le Tacaud commun, le capelan de l'Atlantique, le Sagartia elegans (une espèce d’anémone de mer), les vers de la famille des Serpulidae et le congre commun.
La Société d’archéologie nautique effectue des plongées sur le site de l’épave et a mis au point un sentier de plongée virtuel.